# МХСК (стадион)
Стадион «МХСК» (узб. «MHSK» stadioni) — бывший стадион в Узбекистане, который располагался в Чиланзарском районе Ташкента. Ближайшей станцией метро является — «Мирзо Улугбек».
Строительство данного стадиона началось в 1982 году по проекту столичного института «ТошГипРоГор». Спустя четыре года, в 1986 году стадион был сдан в эксплуатацию. Арена занимала площадь 8 гектар. Под её трибунами располагались четыре крытых тренировочных зала, где действовали спортивные секции бокса, куреша, гимнастики, баскетбола, в которых тренировались спортсмены. По периметру футбольного поля были располагались беговые дорожки для занятий лёгкой атлетикой.
Вмещал 16 500 человек. Являлся домашним стадионом футбольных клубов «Курувчи» (позднее клуб сменил название на «Бунёдкор») и «МХСК». Также на этом стадиона проводила свои некоторые домашние матчи национальная сборная Узбекистана и другие сборные Узбекистана по футболу разных возрастных групп. Сборная Узбекистана провела на этом стадионе некоторые матчи отборочного турнира Чемпионата мира 2010, здесь же прошли матчи (наряду со стадионом «Пахтакор») юношеского чемпионата Азии, состоявшегося в октябре 2008 года.
В 2008 году стадион был капитально отремонтирован. Однако в ноябре 2008 — феврале 2009 года был произведен демонтаж конструкций стадиона и полный снос комплекса «МХСК». На месте снесённого стадиона было решено построить новый стадион — «Бунёдкор», который открылся в сентябре 2012 года.